# Lovrenška jezera
Lovrenškie jeziora (słoweń. Lovrenška jezera) – jeziora i mokradła na Pohorskim torfowisku.
Jeziorka leżą na powierzchni około 16 ha między Planinką (1392 m n.p.m.) i Muljevim vrhem (1533 m), w dorzeczu potoków Radolnje, Mislinje i Velke. Jeziorka są niewielkie i mają głębokość do 1,2 m. Po zaprzestaniu wypasu zarasta je kosodrzewina, która przechodzi na obydwu stronach mokradła na bardziej stromym zboczu w las świerkowy. Jeziorek jest 11–22, w zależności od pojemności i trwałości stojącej wody. Najwyższe jeziorko leży na wysokości 1529 m, najniższe zaś na wysokości 1517 m. Przy najwyżej leżącym jeziorku jest postawiona drewniana wieża widokowa. Lovrenškie jeziora są atrakcją przyrodniczą i turystyczną Pohorja. Z hotelu na Rogli jest wytyczony i oznaczony łatwy szlak pieszy.